# Esrom
 (avril 2020).
Si vous disposez d'ouvrages ou d'articles de référence ou si vous connaissez des sites web de qualité traitant du thème abordé ici, merci de compléter l'article en donnant les références utiles à sa vérifiabilité et en les liant à la section « Notes et références ».
L´esrom, ou port salut danois, est un fromage à pâte molle se rapprochant des fromages de type trappiste, de couleur jaune pâle, à base de lait de vache, avec un arôme piquant et une saveur douce. Il contient de nombreux petits trous et a une texture élastique et onctueuse. 
Couramment utilisé comme fromage de table ou à fondue, il est également bon dans les gratins ou les sandwichs. L´esrom est similaire au havarti ou bien encore au Saint-Paulin. En raison de sa saveur intense, il s´accommode bien avec les bières brunes et les vins rouges. Il est mûri lentement durant une période de 10 à 12 semaines, puis moulé dans des moules rectangulaires. Il a une croûte jaune-brun.
Il tire son nom du monastère de l´abbaye d´Esrum, où il a été produit jusqu'en 1559. Le processus de préparation de l´Esrom a été redécouvert en 1951.
L´esrom et le danablu sont les deux seuls fromages danois bénéficier d´une Indication géographique protégée de l'Union européenne, ce qui signifie qu'ils ne peuvent être produits qu´au Danemark, à base de lait danois et par des laiteries approuvées qui produisent ces fromages selon des spécifications établies.